# Strongylophthalmyia
Strongylophthalmyia Heller, 1902 è un genere di ditteri brachiceri appartenente alla famiglia Strongylophthalmyiidae.

## Distribuzione
Le 54 specie note di questo genere sono diffuse in Asia sudorientale, Asia meridionale, Asia orientale, America settentrionale, Europa e Russia

## Tassonomia
Attualmente, a novembre 2014, si compone di 54 specie:
1. Strongylophthalmyia angusticollis Frey, 1956 — Birmania
2. Strongylophthalmyia angustipennis Melander, 1920 — USA (Washington), Canada
3. Strongylophthalmyia bifasciata Yang & Wang, 1992 — Cina (Zhejiang)
4. Strongylophthalmyia brunneipennis de Meijere, 1914 — Giava, Filippine, Thailandia
5. Strongylophthalmyia caliginosa Iwasa, 1992 — Giappone
6. Strongylophthalmyia coarctata Hendel, 1913 — Taiwan
7. Strongylophthalmyia crinita Hennig, 1940 — Taiwan, Birmania, Vietnam, Giappone
8. Strongylophthalmyia curvinervis Frey, 1956 — Birmania
9. Strongylophthalmyia dorsocentralis Papp et al., 2006 — Thailandia
10. Strongylophthalmyia elegantissima Frey, 1956 — Birmania, Vietnam
11. Strongylophthalmyia fasciolata de Meijere, 1919 — Sumatra
12. Strongylophthalmyia fascipennis Frey, 1928 — Filippine, Birmania
13. Strongylophthalmyia fascipes Walker, 1860 — Sulawesi, Papua Nuova Guinea
14. Strongylophthalmyia freidbergi Shatalkin, 1996 — Thailandia
15. Strongylophthalmyia freyi Shatalkin, 1996 — Birmania
16. Strongylophthalmyia gibbifera Shatalkin, 1993 — Thailandia, Vietnam
17. Strongylophthalmyia gigantica Iwasa & Evenhuis, 2014 — Papua Nuova Guinea
18. Strongylophthalmyia humeralis Frey, 1956 — Birmania
19. Strongylophthalmyia immaculata Hennig, 1940 — Taiwan
20. Strongylophthalmyia indica Shatalkin, 1996 — India (Meghalaya)
21. Strongylophthalmyia japonica Iwasa, 1992 — Giappone
22. Strongylophthalmyia lutea de Meijere, 1914 — Giava, Thailandia
23. Strongylophthalmyia macrocera Papp et al., 2006 — Thailandia
24. Strongylophthalmyia maculipennis Hendel, 1913 — Taiwan
25. Strongylophthalmyia metatarsata de Meijere, 1919 — Sumatra, Thailandia
26. Strongylophthalmyia microstyla Shatalkin, 1996 — Filippine
27. Strongylophthalmyia nigricoxa de Meijere, 1914 — Giava, Thailandia
28. Strongylophthalmyia nigriventris Frey, 1928 — Filippine, Malesia, Papua Nuova Guinea
29. Strongylophthalmyia pallipes de Meijere, 1914 — Giava, Filippine
30. Strongylophthalmyia palpalis Papp et al., 2006 — Thailandia
31. Strongylophthalmyia papuana Iwasa & Evenhuis, 2014 — Papua Nuova Guinea
32. Strongylophthalmyia paula Shatalkin, 1993 — Russia (Isole Curili)
33. Strongylophthalmyia pectinigera Shatalkin, 1996 — Thailandia
34. Strongylophthalmyia pengellyi Barber, 2006 — Canada (Ontario), USA
35. Strongylophthalmyia pictipes Frey, 1935 — Finlandia, Russia, Norvegia
36. Strongylophthalmyia polita de Meijere, 1914 — Giava, Sumatra, Thailandia
37. Strongylophthalmyia punctata Hennig, 1940 — Taiwan, Thailandia
38. Strongylophthalmyia puncticollis Frey, 1928 — Filippine, Papua Nuova Guinea
39. Strongylophthalmyia punctum Frey, 1956 — Birmania
40. Strongylophthalmyia raricornis Shatalkin, 1981 — Russia (Khaborovsk)
41. Strongylophthalmyia rubella Iwasa & Evenhuis, 2014 — Papua Nuova Guinea
42. Strongylophthalmyia sedlaceki Iwasa & Evenhuis, 2014 — Papua Nuova Guinea
43. Strongylophthalmyia shatalkini Iwasa & Evenhuis, 2014 — Papua Nuova Guinea
44. Strongylophthalmyia spinipalpa Shatalkin, 1996 — India (Meghalaya)
45. Strongylophthalmyia spinosa Frey, 1956 — Birmania, Thailandia
46. Strongylophthalmyia splendida Yang & Wang, 1998 — Cina (Tibet)
47. Strongylophthalmyia stackelbergi Krivosheina, 1981 — Russia (Isole Curili)
48. Strongylophthalmyia stylocera Shatalkin, 1996 — Filippine
49. Strongylophthalmyia thaii Papp et al., 2006 — Thailandia
50. Strongylophthalmyia trifasciata Hennig, 1940 — Taiwan
51. Strongylophthalmyia tripunctata de Meijere, 1914 — Giava
52. Strongylophthalmyia ustulata Zetterstedt, 1847[2] — Repubblica Ceca, Danimarca, Estonia, Finlandia, Svezia, Germania, Ungheria, Lettonia, Polonia, Romania, Slovacchia, Svizzera, Regno Unito, Russia (Primorje), Corea del Nord, Giappone
53. Strongylophthalmyia verrucifera Shatalkin, 1996 — Vietnam
54. Strongylophthalmyia yaoshana Yang & Wang, 1998 — Cina (Guangxi)